# Nina Companéez

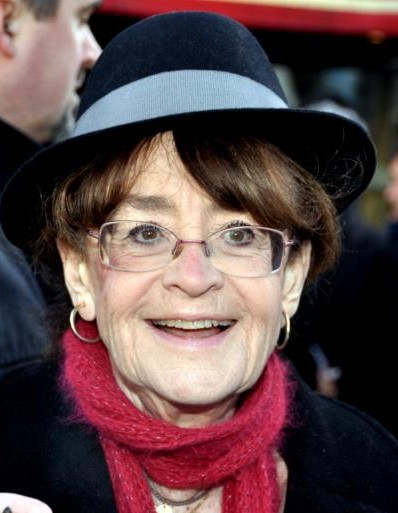
Nina Companéez (2013)

Nina Companéez (* 26. August 1937 in Boulogne-Billancourt als Nina Hélène Kompanetzeff; † 9. April 2015 in Paris) war eine französische Drehbuchautorin und Regisseurin, die ihre Karriere als Filmeditorin begann.
Companéez wurde als Tochter russisch-jüdischer Einwanderer in Frankreich geboren. Ihr Vater war der Drehbuchautor Jacques Companéez. Sie wurde vor allem als Drehbuchautorin und Regisseurin von Fernsehfilmen bekannt. Ihre Karriere als Drehbuchautorin begann mit ihrer Zusammenarbeit mit Michel Deville in den 1960er Jahren. Die beiden arbeiteten bei einem Dutzend Produktionen zusammen, wobei sie zunächst für den Filmschnitt zuständig war.
Ihr dreiteiliger Fernsehfilm Voici venir l’orage… (2008) thematisiert das Schicksal russisch-jüdischer Auswanderer in den 1930er Jahren und hat autobiografische Aspekte. Companéez' Tochter ist die Schauspielerin Valentine Varesa.

## Filmografie
- 1961: Ce soir ou jamais – Drehbuch
- 1962: Das Spiel der Lüge (Adorable menteuse) – Drehbuch, Schnitt
- 1963: Alles wegen dieser Frauen (À cause, à cause d’une femme) – Drehbuch
- 1964: Gangster, Gold und flotte Mädchen (L’appartement des filles) – Drehbuch
- 1964: Lucky Jo – Drehbuch
- 1964: Les petites demoiselles – Drehbuch
- 1966: Der Dieb der Mona Lisa (Il ladro della Gioconda) – Drehbuch
- 1966: General Fiaskone (Martin Soldat) – Drehbuch, Schnitt
- 1967: Zärtliche Haie (Tendres requins) – Drehbuch
- 1968: Benjamin – Aus dem Tagebuch einer männlichen Jungfrau (Benjamin ou Les mémoires d’un puceau) – Drehbuch, Schnitt
- 1968: Bye bye, Barbara – Drehbuch
- 1970: Der Bär und die Puppe (L’ours et la poupée) – Drehbuch, Schnitt
- 1971: Raphael, der Wüstling (Raphaël ou le débauché) – Drehbuch, Schnitt
- 1972: Faustine et le bel été – Drehbuch, Regie
- 1973: L’histoire très bonne et très joyeuse de Colinot Trousse-Chemise – Drehbuch, Regie
- 1977: Comme sur des roulettes – Drehbuch, Regie
- 1977: Tom et Julie – Regie
- 1978: Aus dem Nest gefallen (Un ours pas comme les autres) – Drehbuch, Regie
- 1979: La nuit et le moment – Regie
- 1979: La muse et la Madone – Drehbuch, Regie
- 1979: Die Damen von der Küste (Les dames de la côte) – Drehbuch, Regie
- 1982: Evas Töchter (Le chef de famille) – Drehbuch, Regie
- 1983: Deux amies d’enfance – Regie
- 1989: Die große Kapriole (La grande cabriole) – Drehbuch, Regie
- 1994: Je t’aime quand même – Drehbuch, Regie
- 1994: Adieu les roses – Drehbuch
- 1995: Der Husar auf dem Dach (Le hussard sur le toit) – Drehbuch
- 1996: Die Allee des Königs (L’allée du roi) – Drehbuch, Regie
- 1998: La poursuite du vent – Drehbuch, Regie
- 2001: Un pique-nique chez Osiris – Drehbuch
- 2002: La chanson du maçon – Drehbuch, Regie
- 2007: Der Sturm zieht auf (Voici venir l’orage…) – Drehbuch, Regie
- 2011: Auf der Suche nach der verlorenen Zeit (À la recherche du temps perdu) – Drehbuch, Regie; Fernsehfilm